# Liberali d'Andorra
I Liberali d'Andorra (in catalano Liberals d'Andorra) è un partito politico andorrano di destra.

## Risultati elettorali
| Elezione         | Voti  | % | Seggi   |
| ---------------- | ----- | - | ------- |
| Legislative 2001 | 4 739 |   | 15 / 28 |
| Legislative 2005 | 5 100 |   | 6 / 28  |
| Legislative 2009 | 4 747 |   | 11 / 28 |
| Legislative 2015 | 4 073 |   | 8 / 28  |
| Legislative 2019 | 2 219 |   | 4 / 28  |
| Legislative 2023 | 893   |   | 0 / 28  |
| 1.               |       |   |         |